# Пехлеваніді Євстафій Алківіадович
Євстафій Алківіадович Пехлеваніді (грец. Ευστάθιος Πεχλιβανίδης, рос. Евстафий Алкивиадович Пехлеваниди; 30 жовтня 1960, Чимкент, Казахська РСР) — радянський та грецький футболіст грецького походження. Батько Алківіад — також футболіст, в 1940-х роках грав за «Динамо» (Тбілісі). В 1949 році його сім'я була вислана в Казахстан.

## Біографія
Кар'єру розпочав у «Металурзі» (Чимкент) в 1977 році. У 1979 році забив за команду 28 голів і в наступному сезоні перейшов в «Кайрат», за який грав у 1980-1989 роках. В кінці сезону 1989 року повернувся в чимкентський «Меліоратор».
3 вересня 1986 року забив найшвидший гол в історії чемпіонату СРСР. На 10-й секунді зустрічі «Кайрат» — «Динамо» Київ забив у ворота Віктора Чанова. Всього провів 226 матчів і забив 69 голів у вищій лізі чемпіонату СРСР. Кращий бомбардир «Кайрата» у Вищій лізі СРСР.
У квітні 1990 року слідом за родичами поїхав у Грецію, де 3 роки грав за «Левадіакос». Після першого року у вищій лізі отримав травму ахіллового сухожилля, відновлювався після операції 5 місяців. Два наступних сезони провів у першій лізі, але через розбіжності з тренером практично не грав. Після закінчення кар'єри 3,5 роки працював на заводі на навантажувачі. У 1996 році після смерті матері переїхав в Афіни, де став тренувати дитячу команду репатріантів, в якій також грав його син Дмитро.
31 жовтня 2010 на святкування свого 50-річного ювілею в Алмати представив свою книгу «Казахстанський голеадор».

## Досягнення
- Майстер спорту СРСР
- У списку 33 кращих футболістів сезону — 1984, № 3.
- Володар Кубку Федерації футболу СРСР (1988).